# Luigi Chiarini
Luigi Chiarini (Roma, 20 giugno 1900 – Roma, 12 novembre 1975) è stato un critico e teorico del cinema, docente universitario, sceneggiatore e regista italiano.

## Biografia
Nel 1922 si laurea in giurisprudenza. Si accosta al cinema nel 1929 collaborando alla rivista Educazione fascista diretta da Giovanni Gentile, prima occupandosi di argomenti di letteratura, poi scrivendo di cinema in maniera anche polemica, tanto da essere accusato di superficialità.
È poi vicedirettore di Quadrivio, settimanale letterario diretto da Telesio Interlandi e con Vitaliano Brancati capo-redattore.
Nel 1935 partecipa alla fondazione del Centro sperimentale di cinematografia, di cui ricopre per molti anni il ruolo di direttore. In questa veste fonda nel 1937 la rivista del centro Bianco e Nero, contribuisce alla formazione delle nuove generazioni di registi italiani indirizzandoli verso la produzione di film didattici, crea una serie di collaborazioni chiamando a insegnare Umberto Barbaro e Rudolf Arnheim. Nel CSC si esplica il pensiero di Chiarini che riteneva possibile, fra il cinema commerciale e quello sperimentale d'avanguardia, un cinema educativo, così come Alessandro Blasetti, regista italiano anch'egli attivo presso il CSC.

### Bianco e Nero
Fu assunto da Luigi Freddi come caposervizio della Direzione generale della cinematografia, l'organismo di controllo statale sul cinema italiano. Nel 1935 Freddi fondò il Centro sperimentale di cinematografia (CSC), cui mise a capo Chiarini, che svolse - oltre a quello di direttore - anche l'incarico di insegnante. Dal 1937, anno della sua fondazione, Chiarini collaborò alla rivista ufficiale del CSC, «Bianco e Nero». 
Chiarini fornì un notevole impulso alla crescita della cultura cinematografica italiana durante gli anni del fascismo. In un suo saggio pubblicato nel 1938 su «Bianco e Nero» (nº 7 del 1938, pp. 3–8) espresse in modo netto il suo pensiero circa la possibilità del film di essere opera d'arte, affermando che "il film è un'arte, il cinema un'industria". Dal 1941 alla Caduta del fascismo fu direttore della rivista.
Nel 1938 fu tra i firmatari del Manifesto della razza in appoggio all'introduzione delle leggi razziali fasciste.

### La regia
Si cimenta nella regia negli anni quaranta, con Via delle Cinque Lune (1942), adattamento di un racconto di Matilde Serao, seguito da La bella addormentata dello stesso anno e da La locandiera (1944). Nel 1949 gira Patto col diavolo, tratto da un soggetto di Corrado Alvaro.
Nei primi anni sessanta diviene il primo docente di storia e critica del cinema presso un'università italiana, all'ateneo di Pisa, e fu direttore della Mostra internazionale d'arte cinematografica di Venezia dal 1963 al 1968. È stato socio dell'Associazione italiana per le ricerche di storia del cinema (AIRSC).

## Filmografia parziale

### Regista
- Via delle Cinque Lune (1942)
- La bella addormentata (1942)
- La locandiera (1944)
- Ultimo amore (1947)
- Patto col diavolo (1949)

### Sceneggiatore
- La peccatrice, regia di Amleto Palermi (1940)
- Stazione Termini, regia di Vittorio De Sica (1953)